# Achondroplasia
Az achondroplasia autosomalis domináns módon öröklődő fejlődési rendellenesség, a törpenövés egyik leggyakoribb fajtája. Az esetek kb. 80-85%-ban spontán mutáció következménye.
Magyarországon a Veleszületett Rendellenességek Országos Nyilvántartása szerint 4-6 achondroplasiás gyermek születik évente. Ez azt jelenti, hogy a betegség 20000-30000 szülésenként jelentkezik.
A prenatalis diagnosztika lehetőségei között szerepel az ultrahang vizsgálat, mely azonban csak ismert achondroplasiás szülők- esetén szokott eredményre vezetni a terhesség 2. trimeszterében. További lehetőség a terhesség 10. hetében elvégzett, chorionboholy mintából történő molekuláris genetikai vizsgálat, - ez azonban egyelőre nem áll rendelkezésre hazánkban.
Különösen achondroplasiás házaspár (mindkét szülő heterozigóta) esetében lenne indokolt a DNS-vizsgálat elvégzése, mert 25%-os kockázata van, hogy az utód homozigóta achondroplasiás lesz, tehát mindkét szülőtől örökli a „hibás” gént. A homozigóta achondroplasia az élettel összeegyeztethetetlen, az érintett újszülöttek többsége a neonatális időszakban respiratorikus elégtelenség következtében meghal.

## A betegség oka
Statisztikailag tíz achondroplasiás gyermek közül kilencnek átlagos termetű szülei vannak, és a családban mindenki más egészséges. A betegség örökletes, egyetlen gén hibája okozza. A hibás gént hordozó személy az achondroplasia összes tünetét mutatja. Ha két átlagos termetű szülőnek születik achondroplasiás gyermeke, ennek az az oka, hogy valamelyik szülő ivarsejtjében genetikai változás (mutáció) következett be. A mutáció oka ismeretlen. Két nem-achondroplasiás szülő esetén újabb terhesség során az ismétlődés esélye szinte nulla. A pontos diagnózis fontosságát azonban nem lehet eléggé hangsúlyozni, mert egymáshoz hasonló, alacsony termettel járó betegségek öröklésmenete különböző.

## A betegség tünetei
- Megrövidült végtagok (a felkar és a comb még rövidebb)
- Nagy fej kiemelkedő homlokkal és lapos orrnyereggel
- Rendezetlen fogsor
- Görbe lábszár
- A lábfej lapos, kicsi és széles
- A gerincen kialakuló kóros görbületek, melyek a gyermek fejlődésével együtt változnak
- Szokatlanul nagy rés a gyűrűs- és a középső ujj között
- Csökkent izomtónus és laza ízületek
- Gyakori középfülgyulladások (emiatt esetleg halláscsökkenés)
- Lassult mozgásfejlődés
- Normál intelligencia
- A szűk gerinccsatorna miatt felnőtt korban lumbágószerű tünetek alakulhatnak ki.
- Az achondroplásia tünetei más betegségekhez is hasonlóak lehetnek, ezért mindig orvoshoz kell fordulni a betegség diagnosztizálása végett.

## Problémák melyek előfordulhatnak
Légzészavar a gyermekek 85%-ban lép fel, melyet okozhat mellkas deformitás, és nyaki gerincvelő kompresszió. Progresszív folyamat esetén dekompressziós műtét szükséges. 2 éves korig előfordulhat vízfejűség, a kamrák tágulnak és a liquor felszívódása rossz lehet. A vénás visszafolyás károsodik. Ez műtéttel orvosolható csak. Az achondroplásia a test egészét érinti, így a koponyát is. Ennek fejlődési zavaraként fül-orr-gégészeti szövődmények fordulhatnak elő. Első helyen a középfül gyulladása áll. Ehhez elég egy megfázás és a fertőzés könnyen a fülre terjed a rövid fülkürt miatt. Az izomzat általános hypotoniájának részjelenségeként a fülkürtöt nyitó-záró izmok tónusa is csökkent, ami a fülkürt működési zavarát okozhatja. Ez a tartós behúzódása a dobhártyának, ami miatt a dobhártya rugalmas rostjai elpusztulhatnak. Ezek a betegségek 30-50%-os halláscsökkenéshez vezethetnek. Rendkívül fontos a megelőzés. Rendszeres ellenőrzés, esetleg mandulaműtétek, és a középfül szellőzésének javítására szükség lehet a dobhártyába, kis csövecske, az ún. grommet beültetésére is. A koponya deformitás miatt felléphet elzáródásos légzészavar. A garat relatív szűkülete, különösen, ha nagy torokmandulákkal párosul, alvási apnoéhoz vezet. Polysomnográfia segítségével állapítható meg és különíthető el a központi idegrendszeri eredetű apnoetől. Ortopédiai problémák: a térdek tengelyeltérése, ennek oka mind a lábszár, mind a combcsont kisebb nagyobb görbülete, mely korai arthrosishoz vezet. Mindenképpen indokolt az egyenesítés, általában mind két csonton. A csípőízület minden esetben deformált, szűk, így az achondroplásiás anyuka csak császármetszéssel szülhet. A csípőízület korrekcióját csak pubertás kor körül érdemes elvégezni. A felső végtagok görbesége nem okoz gondot, inkább a rövid karok miatt az önellátás ütközik nehézségekbe. A gerinccsatorna szűkülete az egyik legsúlyosabb elváltozás. Ez minden achondroplásiásnál kimutatható. Szerencsére ritkán következik be bénulás. Lábzsibbadás, érzéskimaradás, fáradékonyság esetén okvetlen vizsgálat javasolt és ha idejében sikerül a műtétet elvégezni, akkor a bénulás esélye is kizárható. Anyagcsere eltérések: a kövérség a korai gyermekkorban megjelenő gyakori jelenség. Veszélyek a másodlagos betegségek kialakulása: érelmeszesedés, cukoranyagcsere zavar, magas vérnyomás.. A túlsúly terheli a gerincet, az ízületeket. Már kora gyermekkorban célszerű a helyes táplálkozásra bírni a kicsiket, és rendszeresen figyelni súlyuk alakulását. A fizikai aktivitás nagyon fontos. A külsejük miatt betegségüket nem tudják elrejteni. Ez rengeteg konfliktushoz vezet. Sokszor külsejük alapján ítélik meg őket, a legrosszabb esetben folyamatos atrocitások érik az utcán a kisembereket. Ez lelki betegségekhez vezethet. Sokuknak szüksége van pszichológus segítségére. Az otthoni elfogadó környezet is támaszt nyújthat a gyermeknek. Azonban a társadalom, az emberek tudnának a legtöbbet nyújtani nekik, ha elfogadóbbak, megértőbbek, segítőkészebbek lennének a kisemberrel szemben. Az achondroplásiások humoros, barátságos emberek, ami segítheti a beilleszkedésüket.

## A betegség kezelése
Jelenleg a betegség megelőzésére nincs módunk, a megbetegedések legnagyobb része egyébként is új mutáció következménye. A betegség gyógyszeres kezelése ma még nem lehetséges. Növekedési hormon adagolása nem hoz megfelelő magasságnövekedést. A végtaghosszabbító ortopédsebészeti beavatkozásokra lehetőség van, az időben elkezdett műtétekkel a normál testmagasság alsó határa is megközelíthető. A tudományos kutatás jelenlegi erőfeszítései arra összpontosítanak, hogy a fibroblaszt növekedési faktorok génjeinek működését megértve (ebbe a csoportba tartozik az achondroplásiát okozó gén is) hatékony gyógyszerkészítményeket állítsanak elő.

## Az öröklődés kockázata achondroplasiában
Achondroplasiás szülő esetén 50% az esélye beteg gyermek születésének. Más szóval, a szülőnek egyforma eséllyel lehet átlagos testmagasságú ill. achondroplasiás gyermeke. Számos esetben születik alacsony termetű szülőknek magas gyermeke. Az egészséges gyermek a továbbiakban nem örökíti tovább a betegséget. Az alábbiakban mutatjuk be a kockázat mértékét a különböző esetekben:
Én és a házastársam átlagos termetűek vagyunk. Van egy achondroplasiás gyermekünk.
Mi az esélye, hogy következő gyermekünk is örökli a betegséget? Válasz: 0%
Mi az esélye, hogy egészséges gyermekünk továbbörökíti a betegséget? Válasz: 0%
Achondroplasiás vagyok, a házastársam nem. Van egy átlagos termetű gyermekünk.
Mi az esélye, hogy gyermekünknek achondroplasiás utódja szülessen? Válasz: 0%
Mi az esélye, hogy következő gyermekünk achondroplasiás lesz? Válasz: 50%
Mi az esélye, hogy következő gyermekünk átlagos magasságú lesz? Válasz: 50%
Házastársam és én egyaránt achondroplasiások vagyunk.
Mi az esélye, hogy gyermekünk örökli az achondroplasiát? Válasz: 75%
Mi az esélye, hogy átlagos termetű gyermekünk születik? Válasz: 25%

## Terhességi problémák
Achondroplasiás nők terhessége során gondos ellenőrzés szükséges. Szülés csak császármetszéssel lehetséges.

## További lehetőségek
A növekedési hormon hatása nem bizonyított, a végtaghosszabbító műtéttel nagyobb változás érhető el.
Oxandrolone hatásának eredményeit később tudjuk prezentálni.